# Nico Varela
César Nicolás Varela Batista (ur. 19 stycznia 1991 w Montevideo) – urugwajski piłkarz występujący na pozycji pomocnika w ormiańskim klubie Noah Erywań. Wychowanek Realu Murcia, w swojej karierze grał także w takich zespołach jak Cádiz CF, UCAM Murcia, Almería B, Zákynthos, Botew Płowdiw oraz Larisa. Posiada również obywatelstwo hiszpańskie.